# Adolphe Dzokanga
Adolphe Dzokanga (* 1942 in Makotipoko; † August 1998 bei Paris) war ein kongolesischer Linguist und Pionier in der Erforschung und Verbreitung der Sprache Lingala.

## Jugend und Bildung
Adolphe Dzokanga wurde 1942 in Makotipoko im damaligen Französisch-Kongo, am nördlichen Ufer des Kongo, geboren. Er stammt von den Moye ab, die zur Ethnie der Bangala gehören und traditionell Fischer sind. Er besuchte die Schulen in der Region, jedoch südlich des Kongo im damaligen Belgisch Kongo, zuerst in Yumbi, dann studierte er Lingála, Bobangi, Französisch und Latein bei Missionaren in Bolobo, dann am Lehrerseminar Ipito, in Zaire. Danach setzte er seine Studien in Frankreich fort und doktorierte am INALCO in Paris. Dzokanga starb im August 1998 in der Grossregion Paris.

## Karriere
Adolphe Dzokanga beteiligte sich an der Förderung des Lingala, das er an der Sorbonne und am Nationalen Institut für Orientalische Sprachen und Zivilisationen (INALCO) unterrichtete. Er schrieb Nachschlagewerke für die Vermittlung und den Unterricht der Sprache (Wörterbücher, Handbücher) und übersetzt wichtige Texte, darunter die Erklärung der Menschenrechte.
Außerdem war er Journalist bei der Stimme der kongolesischen Revolution und Professor an der Université Marien-Ngouabi in Brazzaville.
Er beteiligte sich an der etymologischen Forschung zur Bestimmung der Herkunft von Lingala, die er als die ursprüngliche Sprache der ethnischen Gruppe der Bangàla bezeichnete, und wahrscheinlich aus dem Bobangi stammend. Adolphe Dzokanga blieb vorsichtig in Bezug auf den Ursprung der Sprache.

## Werke

### Autor
- Dictionnaire Sémantique illustré Français-Lingala (2 vol.)
- Grammaire pratique du Lingala
- Nouveau dictionnaire illustré Lingala-Français
- Parler quotidien de Lingala
- Déclaration universelle des droits de l’homme, cassette audio, Français – Lingala
- La dette de l’Etat au Congo belge
- Adaptation de la langue lingala au contact socio-économique contemporain: nouveau dictionnaire sémantique français-lingala illustré de dessins et grammaire pratique du lingala (thèse de doctorat en lettres et sciences humaines soutenue en 1988 à l’Inalco)[3]
- Vocabulaire Lingala-Français[8]

### Wissenschaftliche Publikationen
- Chansons et proverbes Lingala[9]
- Proverbes, chansons et contes Lingala

### Übersetzungen
- Mateya ma politique na lingala – Initiation à la politique en lingala[10]
- Déclaration universelle des droits de l’homme – Texte + Cassette audio[8]